# Zygoballus rufipes

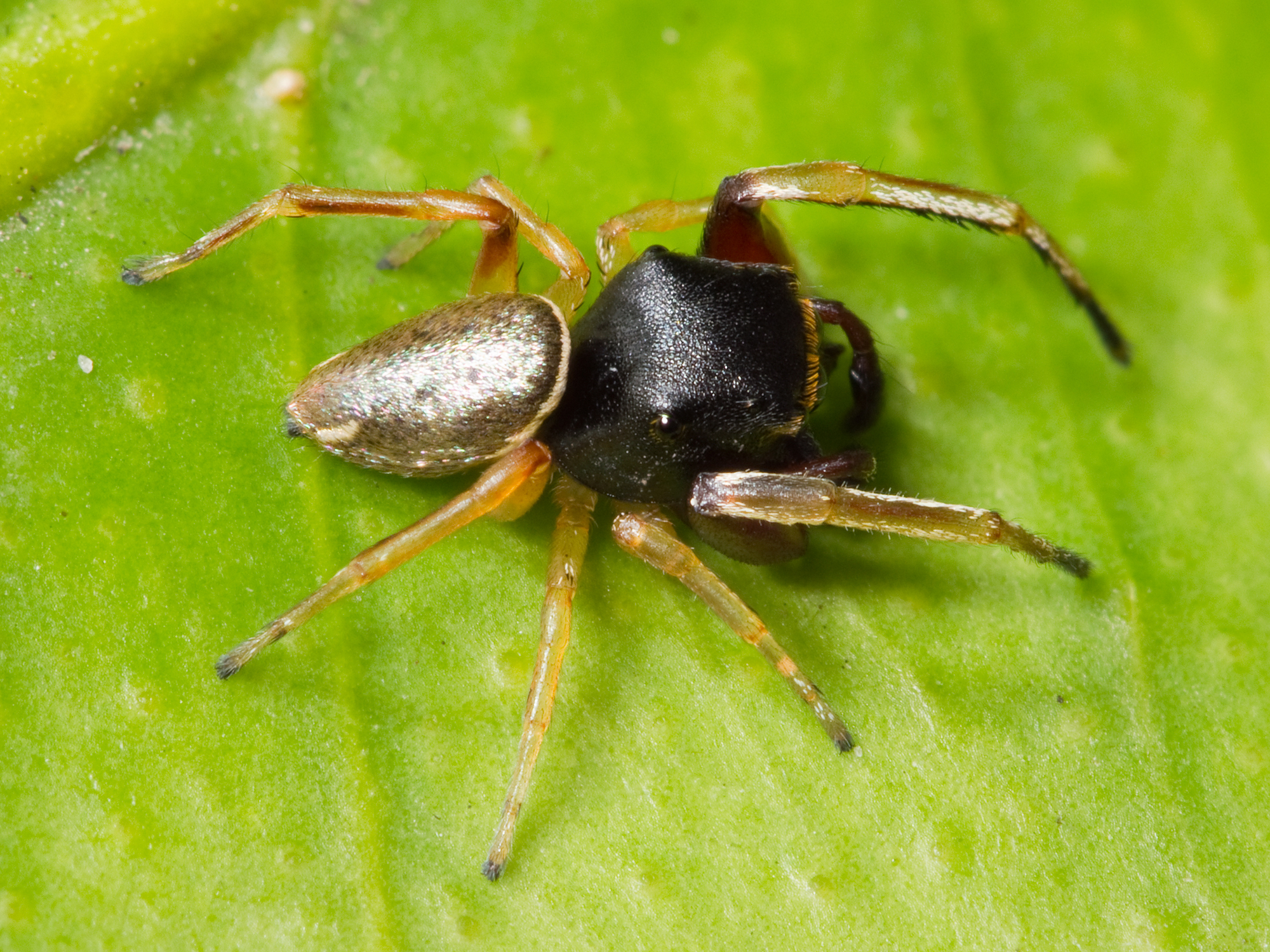
Самец

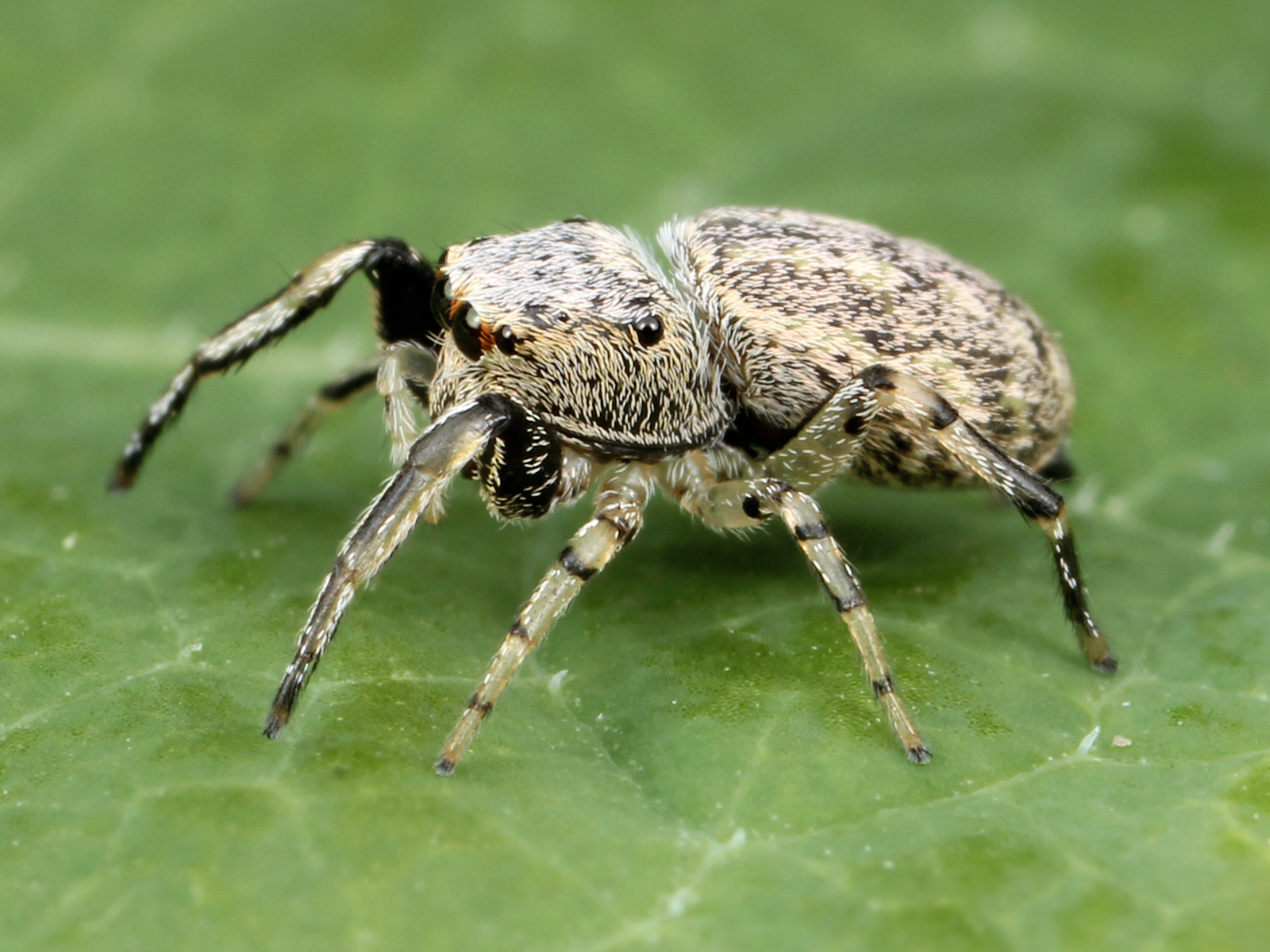
Самка

Zygoballus rufipes (лат.) — вид мелких пауков рода Zygoballus из семейства Salticidae|. Северная Америка (Канада, Мексика, США), Центральная Америка (Гватемала, Коста-Рика). Указание для Панамы, позднее было опровергнуто, так как принадлежало к новому виду Zygoballus optatus.

## Описание
Длина самцов от 3 до 4 мм (самки крупнее — от 4 до 6 мм).
Вид Zygoballus rufipes был впервые описан в 1885 году американскими арахнологами Джорджем и Элизабет Пекхэм (George (1845—1914) and Elizabeth (1854—1940) Peckham; США).